# Enid Blyton
Enid Mary Blyton (/ˈinɪd ˈblaɪtən/; East Dulwich, Londres, 11 d'agost de 1897 – Londres, 28 de novembre de 1968) fou una escriptora anglesa de literatura infantil i juvenil. És considerada una de les escriptores més reeixides i prolífiques de tots els temps. Els llibres de Blyton han estat èxits de vendes a tot el món des de la dècada de 1930, venent més de 600 milions d'exemplars i traduïts a noranta idiomes, inclòs el català.
A juny de 2019, Blyton ocupava el quart lloc com a autora més traduïda. Va escriure sobre una àmplia gamma de temes, com ara educació, història natural, fantasia, misteri i narratives bíbliques. És més recordada per les seves sèries Noddy, Famous Five (Els Cinc), Secret Seven (Els Set Secrets), Five Find-Outers i Malory Towers (Torres de Malory) tot i que també en va escriure moltes altres, com ara les sèries St. Clare's (Santa Clara), The Naughtiest Girl i The Faraway Tree. Acostumen a ser narracions protagonitzades per nois i noies en un entorn alegre i feliç.
El seu primer llibre, Child Whispers (Xiuxiueigs d'infants), un recull de poemes de 24 pàgines, es va publicar el 1922. Després de l'èxit comercial de les seves primeres novel·les, com ara  Adventures of the Wishing-Chair (Aventures de la cadira dels desitjos, 1937) i The Enchanted Wood (El bosc encantat, 1939), Blyton va construir un imperi literari, de vegades produint cinquanta llibres a l'any, a més de les seves prolífiques col·laboracions en revistes i diaris. La seva escriptura no era planificada i sorgia en gran part del seu inconscient; escrivia les seves històries a màquina a mesura que els esdeveniments es desenvolupaven davant seu. El gran volum de la seva obra i la velocitat amb què la produïa van portar a rumors que Blyton contractava un exèrcit d'escriptors fantasma, una acusació que va negar vehementment.
A partir dels anys cinquanta l'obra de Blyton es va tornar cada cop més controvertida entre els crítics literaris, els professors i els pares a causa de la suposada naturalesa inflexible de la seva escriptura i els seus temes, particularment a la sèrie Noddy. Algunes biblioteques i escoles van prohibir les seves obres, i des dels anys trenta fins als cinquanta, la BBC es va negar a emetre les seves històries per la seva suposada manca de mèrit literari. Els seus llibres han estat criticats com a elitistes, sexistes, racistes, xenòfobs i en desacord amb l'entorn més progressista que estava sorgint a la Gran Bretanya posterior a la Segona Guerra Mundial, però les versions actualitzades dels seus llibres han continuat sent populars des de la seva mort el 1968.
Sentia que tenia la responsabilitat de proporcionar als seus lectors un marc moral fort, per la qual cosa els va animar a donar suport a causes dignes. En particular, a través dels clubs que va crear o va donar suport, els va animar i organitzar per recaptar fons per a organitzacions benèfiques per a animals i pediàtriques. La història de la vida de Blyton es va dramatitzar a Enid, una pel·lícula de televisió de la BBC amb Helena Bonham Carter en el paper principal. Es va emetre per primera vegada al Regne Unit a BBC Four el 2009.

## Biografia

### Primers anys i educació
Enid Blyton va néixer l'11 d'agost de 1897 a East Dulwich, al sud de Londres, Regne Unit, la gran de tres fills, de Thomas Carey Blyton (1870–1920), un venedor de coberteria (enregistrat al cens de 1911 amb l'ocupació de Mantle Manufacturer. distribuïdor [de] vestits de dona, faldilles, etc.) i la seva dona Theresa Mary (nascuda Harrison; 1874–1950). Els germans petits d'Enid, Hanly (1899–1983) i Carey (1902–1976), van néixer després que la família s'hagués traslladat a una casa adossada a Beckenham, llavors un poble de Kent. Uns mesos després del seu naixement, l'Enid gairebé va morir de tos ferina, però el seu pare, a qui adorava, el va cuidar. Thomas Blyton va encendre l'interès d'Enid per la natura; a la seva autobiografia, va escriure que estimaven les flors, els ocells i els animals salvatges, i en sabia més que ningú que hagués conegut. També va transmetre el seu interès per la jardineria, l'art, la música, la literatura i el teatre, i la parella sovint feia passejades per la natura, per a la desaprovació de la mare d'Enid, que mostrava poc interès en les activitats de la seva filla. L'Enid va quedar devastada quan el seu pare va deixar la família poc després del seu 13è aniversari per viure amb una altra dona. L'Enid i la seva mare no tenien una bona relació, i després de marxar de casa, l'Enid va fer l'efecte a la gent que la seva mare estava morta. Enid no va anar als funerals dels seus pares.
De 1907 a 1915, Blyton va anar a l'escola St Christopher's de Beckenham, on va gaudir de les activitats físiques i es va convertir en campiona de tenis escolar i capità de lacrosse. No li interessava totes les matèries acadèmiques, però destacava en l'escriptura i, el 1911, va participar al concurs de poesia infantil d’Arthur Mee. Mee es va oferir a imprimir els seus versos, animant-la a produir-ne més. La mare de Blyton va considerar que els seus esforços per escriure eren una perda de temps i diners, però la va animar a perseverar per Mabel Attenborough, la tia de l'amic de l'escola Mary Potter.

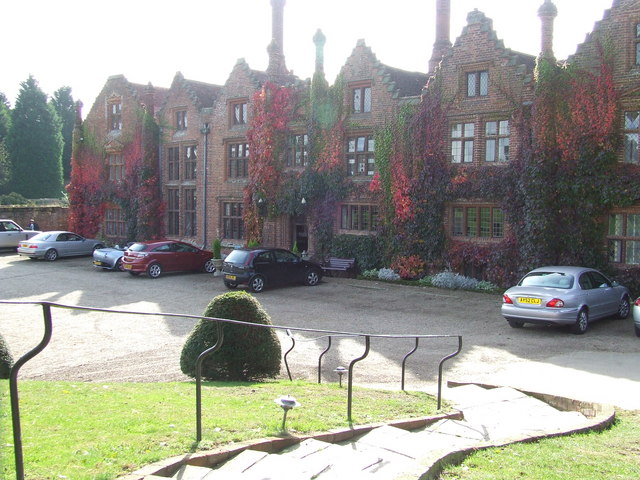
Seckford Hall de Woodbridge, Suffolk, va ser una inspiració per a Blyton amb la seva habitació encantada, el seu passadís secret i els seus jardins extensos.

El pare de Blyton li va ensenyar a tocar el piano, que ella dominava prou bé perquè ell cregués que podria seguir els passos de la seva germana i fer-se músic professional. Blyton es va plantejar matricular-se a la Guildhall School of Music, però va decidir que era més adequada per fer-se escriptora. Després d'acabar l'escola, l'any 1915, com a noia principal, es va mudar de la casa familiar per viure amb la seva amiga Mary Attenborough, abans d'anar a quedar-se amb George i Emily Hunt a Seckford Hall, prop de Woodbridge, a Suffolk. Seckford Hall, amb la seva presumpta habitació embruixada i el seu passadís secret, va inspirar la seva escriptura posterior. A l'Església Congregacional de Woodbridge, Blyton va conèixer Ida Hunt, que va ensenyar a Ipswich High School i li va suggerir que s'hi formés com a mestra. Blyton es va presentar als nens a l'escola bressol i, reconeixent la seva afinitat natural amb ells, es va matricular en un curs de formació de mestres de la Unió Nacional Froebel a l'escola el setembre de 1916. En aquest moment, gairebé havia acabat tots els contactes amb la seva família.
Els manuscrits de Blyton van ser rebutjats pels editors en moltes ocasions, la qual cosa només la va fer més decidida a tenir èxit, dient: És en part la lluita que t'ajuda tant, que et dóna determinació, caràcter i autosuficiència. –totes les coses que ajuden en qualsevol professió o ofici, i segurament en l'escriptura. El març de 1916, els seus primers poemes van ser publicats a la revista Nash's. Va completar el seu curs de formació de mestres el desembre de 1918 i, el mes següent, va obtenir una cita docent a la Bickley Park School, un petit establiment independent per a nois a Bickley, Kent. Dos mesos més tard, Blyton va rebre un certificat d'ensenyament amb distincions en zoologia i principis d'educació; primer curs de botànica, geografia, pràctica i història de l'educació, higiene infantil i ensenyament a l'aula; i segon curs de literatura i matemàtiques elementals. El 1920, es va traslladar a Southernhay, a Hook Road Surbiton, com a institutria dels quatre fills de l'arquitecte Horace Thompson i la seva dona Gertrude, amb qui Blyton va passar quatre anys feliços. Amb l'escassetat d'escoles de la zona, els nens veïns aviat es van unir als seus càrrecs i una petita escola es va desenvolupar a la casa.

### Primers anys d'escriptora
El 1920, Blyton es va traslladar a Chessington i va començar a escriure en el seu temps lliure. L'any següent, va guanyar el concurs d'escriptura de Saturday Westminster Review amb el seu assaig On the Popular Fallacy that to the Pure All Things are Pure. Publicacions com The Londoner, Home Weekly i The Bystander van començar a mostrar interès pels seus contes i poemes.
El primer llibre de Blyton, Child Whispers, una col·lecció de poemes de 24 pàgines, es va publicar el 1922. La seva il·lustradora, Phyllis Chase, amiga de l'escola d'Enid, va col·laborar en diverses de les seves primeres obres. També en aquell any, Blyton va començar a escriure anuals per a Cassell i George Newnes, i el seu primer escrit, Peronel and his Pot of Glue, va ser acceptat per a la seva publicació a Teachers' World. Per augmentar encara més el seu èxit, el 1923, els seus poemes van aparèixer al costat dels de Rudyard Kipling, Walter de la Mare i GK Chesterton en un número especial de Teachers' World. Els textos educatius de Blyton van ser influents als anys 20 i 30, i els seus més importants van ser els tres volums The Teacher's Treasury (1926), els sis volums Modern Teaching (1928), els vuit volums Pictorial Knowledge (1930) i els quatre -volum L'ensenyament modern a l'escola infantil (1932).
El juliol de 1923, Blyton va publicar Real Fairies, una col·lecció de trenta-tres poemes escrits especialment per al llibre amb l'excepció de Pretending, que havia aparegut abans a la revista Punch. L'any següent, va publicar The Enid Blyton Book of Fairies, il·lustrat per Horace J. Knowles, i el 1926 el Book of Brownies. L'any 1927 van aparèixer uns quants llibres d'obres de teatre, com A Book of Little Plays i The Play's the Thing amb l'il·lustrador Alfred Bestall.
A la dècada del 1930, Blyton va desenvolupar un interès per escriure històries relacionades amb uns quants mites, inclosos els de l'antiga Grècia i Roma. Els cavallers de la taula rodona, Tales of Ancient Greece i Tales of Robin Hood es van publicar el 1930. A Tales of Ancient Greece, Blyton va tornar a explicar 16 mites grecs antics coneguts, però va utilitzar noms llatins en lloc de grecs i va inventar converses entre personatges. Les aventures d'Odisseu, Contes dels antics grecs i perses i Contes dels romans van seguir el 1934.

## Mort i llegat
Durant els mesos posteriors a la mort del seu marit, Blyton es va emmalaltir cada cop més i es va traslladar a una residència d'avis tres mesos abans de la seva mort. Va morir durant el son de malaltia d'Alzheimer a la Greenways Nursing Home, Hampstead, al nord de Londres, el 28 de novembre de 1968, als 71 anys. Es va celebrar un servei commemoratiu a l'St James's Church, Piccadilly  i va ser incinerada al Golders Green Crematorium, on romanen les seves cendres. La casa de Blyton, Green Hedges, va ser subhastada el 26 de maig de 1971 i enderrocada el 1973; ara el lloc està ocupat per cases i un carrer anomenat Blyton Close. Una Patrimonia anglesa placa blava commemora Blyton a Hook Road a Chessington, on va viure des de 1920 fins a 1924. El 2014, una placa que registra el seu temps com a La resident de Beaconsfield des de 1938 fins a la seva mort el 1968 es va donar a conèixer als jardins de l'ajuntament, al costat de petites figures de ferro de Noddy i Big Ears.
Des de la seva mort i la publicació de l'autobiografia de la seva filla Imogen el 1989, A Childhood at Green Hedges, Blyton ha emergit com una figura emocionalment immadura, inestable i sovint maliciosa. Imogen considerava que la seva mare era arrogant, insegur, pretensiós, molt hàbil per treure coses difícils o desagradables de la seva ment, i sense Rastre d'instint maternal, la veia com una autoritat força estricta quan era adulta. La filla gran de Blyton, Gillian, la recordava d'una manera molt diferent, com una mare justa i amorosa., i un company fascinant.
L'Enid Blyton Trust for Children es va establir el 1982, amb Imogen com a primer president,  i el 1985 va establir la National Library for the Handicapped Child. Enid Blyton's Adventure Magazine va començar a publicar-se el setembre de 1985, i el 14 d'octubre de 1992, el La BBC va començar a publicar Noddy Magazine i va llançar el CD-Rom de Noddy a l'octubre 1996.
El primer Enid Blyton Day es va celebrar a Rickmansworth el 6 de març de 1993, i l'octubre de 1996 es va lliurar el premi Enid Blyton, The Enid, a aquells que han fet contribucions destacades als nens. La Enid Blyton Society es va formar a principis de 1995, per proporcionar un punt focal per als col·leccionistes i entusiastes d'Enid Blyton a través del seu Enid Blyton Society Journal de tres cops anuals, el seu Enid Blyton Day anual i el seu lloc web. El 16 de desembre de 1996, Channel 4 va emetre un documental sobre Blyton, Vides secretes. Per celebrar el seu centenari el 1997, es van fer exposicions al London Toy & Model Museum (ara tancat), al Hereford and Worcester County Museum i a la Bromley Library, i el 9 de setembre el Royal Mail va emetre segells centenaris .

## Temes i traduccions
L'obra literària d'Enid Blyton es caracteritza principalment perquè normalment hi apareixen colles d'amics que sovint actuen al marge dels adults, moltes vegades com a detectius; també ha realitzat diverses sèries ambientades en centres educatius femenins en règim d'internat. Els seus llibres han tingut gran èxit a molts països, i se n'han fet traduccions al català, alemany, xinès, finlandès, francès, eslovac, espanyol, hebreu, holandès, japonès, portuguès i suec, entre 90 d'altres. Segons l'Index Translationum (dades de 2019), Blyton és la quarta autora més popular del món, amb més de 3.300 traduccions de les seves obres i més de 400 milions de còpies venudes. Aquesta popularitat no va acompanyada pel respecte de la crítica literària, que tendeix a retreure-li l'escassa imaginació exhibida (repeteix constantment fórmules narratives). Va arribar a publicar més de 600 llibres.
Els llibres d'Enid Blyton traduïts al català són principalment de les seves sèries més famoses. L'Editorial Joventut és la principal responsable de la traducció i difusió d'Enid Blyton en català. La traducció catalana va ser especialment exitosa amb El Club dels Cinc i Els Set Secrets, però també s'han traduït altres volums i contes.
De la série Els Cinc, Editorial Joventut n'ha publicat, entre d'altres: 
- Els cinc a l'illa del tresor
- Els cinc se'n van en una caravana
- Els cinc passen aventures
- Els cinc a l'aiguamoll del misteri
- Els cinc al turó de Billycock
També existeixen volums de relats curts:
- El club dels Cinc. Col·lecció d’aventures (recull de tres històries curtes: “Aventura de tardor”, “La Jordi es vol tallar els cabells”, “En Tim resol un cas”).
Dels quinze títols originals de la sèrie Els Set Secrets hi ha diversos títols traduïts al català durant la dècada dels 60 per traductors destacats, com ara Ramon Folch i Camarasa.
Altres obres traduïdes:
- Torres de Malory.
- Els meus contes preferits (recull de contes).
- Tim troba un tresor.
- Diversos llibres temàtics de la fada Ginesta.

## Obra
De manera genèrica, la seva obra es pot classificar en tres tipus tipus d'històries:
- Aquelles en què els nens es veuen envoltats en situacions extraordinàries, resolent crims, desvelant misteris i vivint tota classe d'aventures.
- El segon tipus es desenvolupa en internats femenins i la seva trama posa més èmfasi en les situacions quotidianes del dia a dia.
- El tercer tipus és la fantasia. En aquests llibres els nens es veuen transportats a un món màgic on troben fades, follets, gnoms, elfs i altres criatures fantàstiques.

Les seves sèries més famoses són:

### De misteri i aventura
- Els cinc (a la versió original, amb nom amb al·literació Famous Five, els cinc famosos): són un grup de quatre amicsː en Juli, en Dick, l'Anna i la Jordi (una noia que es fa dir Jordi) i el seu gos Tim.[36]
- Els set secrets: són un grup de set amics que tenen una societat secreta i resolen misteris. Consta de la Bàrbara, en Peter, la Janet, en Jack, en Colin, la Pamela i en George. També tenen un gos que es diu Scamper.
- Sèrie Aventura: són un grup d'amics constituït per Jack, Lucy, Dolly i George. Tenen un lloro, en Kiki. També hi surt un detectiu secret amic dels nens, Bill Smugs.
- Sèrie Misteri (a la versió original, amb nom amb al·literació Five Find-Outers, Els cinc investigadors); són un grup d'amics: Larry, Daisy, Pip, Bets i Fatty.
- Sèrie Misteris de Barney; un altre grup d'amics, Roger, Diana, Snubby, i Barney, el seu gos Loony, i la seva petita mona Miranda.

### Internats
Santa Clara, les peripècies de les bessones Patricia i Isabel O'Sullivan a l'internat St. Clare's:
- The Twins at St. Clare's (1941)
- The O'Sullivan Twins (1942)
- Summer Term at St. Clare's (1943)
- Second Form at St. Clare's (1944)
- Claudine at St.Clare's (1944)
- Fifth Formers at St. Clare's (1945)

Torres de Malory, les peripècies de l'escolar Darrell Rivers a l'internat Malory Towers:
- First Term at Malory Towers (1946)
- Second Form at Malory Towers (1947)
- Third Year at Malory Towers (1948)
- Upper Fourth at Malory Towers (1949)
- In the Fifth at Malory Towers (1950)
- Last Term at Malory Towers (1951)

La sèrie Elizabeth
- The Naughtiest Girl in the School (1940)
- The Naughtiest Girl Again (1942)
- The Naughtiest Girl is a Monitor (1945)

### Altres
- Noddy
- Sis cosins se separen